# Antoniki
Antoniki – wieś w Polsce położona w województwie podkarpackim, w powiecie lubaczowskim, w gminie Lubaczów.
W latach 1975–1998 miejscowość administracyjnie należała do województwa przemyskiego.
Według danych z 2011 roku miejscowość zamieszkiwało 210 osób.
Wierni Kościoła rzymskokatolickiego należą do parafii św. Karola Boromeusza w Lubaczowie.